# Glenea montivaga
Glenea montivaga là một loài bọ cánh cứng trong họ Cerambycidae.